# Olaria Atlético Clube
Olaria Atlético Clube, oftast enbart Olaria, är en fotbollsklubb från området Olaria i Rio de Janeiro i delstaten Rio de Janeiro i Brasilien. Klubben grundades den 1 juli 1915 som Japonês Futebol Clube ("Japanska fotbollsklubben") men döptes senare samma år om till det nuvarande namnet. Klubben har en nationell mästerskapstitel, när de vann den tredje högsta nationella serien 1981. I övrigt har klubben vunnit Campeonato Cariocas andradivision vid tre tillfällen, 1931, 1980 och 1983. Klubben tog sig även till kvartsfinal i Campeonato Carioca 2011.